# Eduard von Bauernfeld
Eduard von Bauernfeld, pseud. Rusticocampius (ur. 13 stycznia 1802 w Wiedniu, zm. 9 sierpnia 1890 tamże) – austriacki dramatopisarz, poeta, gawędziarz, satyryk.

## Życiorys
W latach 1813–1818 uczęszczał do wiedeńskiego Schottengymnasium, a następnie studiował w latach 1819-25 prawo i filozofię na Uniwersytecie Wiedeńskim. Przez 21 lat (1827-1848) zatrudniony był jako urzędnik państwowy. W 1845 udał się podróż do Niemiec, Francji i Anglii. Od roku 1849 oddał się wyłącznie twórczości literackiej. Dzieła tworzone przez niego obejmował duch klasycyzmu, romantyzmu oraz charakterystyczny dla kultury niemieckiej biedermeier. Literatura austriackiego pisarza należała do najchętniej inscenizowanej twórczości w Wiedniu w drugiej połowie XIX wieku. Połączenie krytyki z humorem wzbudzała sympatię widzów do Rusticocampiusa. Utwory ceniono także ze względu na kreowany w nich obraz dziewiętnastowiecznej kultury wiedeńskiej. Przedmiotem satyry było mieszczaństwo austriackiej stolicy, arystokracja oraz środowisko artystów. Bauernfeld był jednym z pierwszych dramatopisarzy wprowadzających postać bankiera z jego charakterystycznymi cechami. Wydano 43 sztuki teatralne, które doczekały się ponad 1000 wystawień. Twórca przekładał także utwory Szekspira. Eduard von Bauernfeld został laureatem licznych nagród. W 1872 roku cesarz nadał mu tytuł szlachecki. W 1882 literat otrzymał doktorat honoris causa Uniwersytetu Wiedeńskiego.

## Wybrane dzieła
Źródło
- 1831: Lekkomyślność z miłości
- 1831: Protokół miłości
- 1835: Po mieszczańsku i romantycznie
- 1846:  Pełnoletni
- 1847: Przemysł i serce
- 1851: Imperatyw kategoryczny
- 1867: Z towarzystwa

Jego utwory ukazały się w języku polskim m.in. w zbiorze Bajki oryginalne i tłumaczone wydanym przez Teofila Stanisława Nowosielskiego w 1884.